# Campionati mondiali di tiro a volo 2003
I campionati mondiali di tiro 2003 furono la trentesima edizione dei campionati mondiali di questo sport e si disputarono a Nicosia.

## Risultati

### Uomini

#### Fossa olimpica
| Evento      | Oro                                               | Oro       | Argento                                                   | Argento   | Bronzo                                                  | Bronzo    |
| Evento      | Atleta                                            | Risultato | Atleta                                                    | Risultato | Atleta                                                  | Risultato |
| Individuale | Karsten Bindrich                                  | 148+10    | Giovanni Pellielo                                         | 148+9     | Alexéi Alipov                                           | 148+1     |
| A squadre   | Russia Alexéi Alipov Maxim Kossarev Igor Chebanov | 361       | Italia Giovanni Pellielo Marco Venturini Massimo Fabbrizi | 358       | Slovacchia Vladimir Slamka Mario Filipovic Roman Cavara | 358       |

#### Double trap
| Evento      | Oro                                                 | Oro       | Argento                                          | Argento   | Bronzo                                               | Bronzo    |
| Evento      | Atleta                                              | Risultato | Atleta                                           | Risultato | Atleta                                               | Risultato |
| Individuale | Glenn Eller                                         | 192       | Russell Mark                                     | 191       | Rajyavardhan Singh Rathore                           | 189       |
| A squadre   | Stati Uniti Bill Keever Glenn Eller Jeffrey Holguin | 418       | Australia Russell Mark Steve Haberman Adam Vella | 410       | Italia Luca Marini Daniele Di Spigno Marco Innocenti | 409       |

#### Skeet
| Evento      | Oro                                                                | Oro       | Argento                           | Argento   | Bronzo                                         | Bronzo    |
| Evento      | Atleta                                                             | Risultato | Atleta                            | Risultato | Atleta                                         | Risultato |
| Individuale | Andrzej Głyda                                                      | 146       | Shawn Dulohery                    | 145+16    | Jin Di                                         | 145+15    |
| A squadre   | Cipro Antonis Nicolaides Christos Kourtellas Kyriacos Christoforou | 357       | Cina Jin Di Qu Ridong Gao Xiguang | 357       | Italia Andrea Benelli Pietro Genga Ennio Falco | 357       |

### Donne

#### Fossa olimpica
| Evento      | Oro                                                         | Oro       | Argento                          | Argento   | Bronzo                                             | Bronzo    |
| Evento      | Atleta                                                      | Risultato | Atleta                           | Risultato | Atleta                                             | Risultato |
| Individuale | Viktoria Chuiko                                             | 92+4      | Roberta Pelosi                   | 92+3      | Zuzana Štefečeková                                 | 92+2      |
| A squadre   | Italia Roberta Pelosi Giulia Iannotti Maria Sole Santasilia | 201       | Cina Liu Yingzi Wang Yujin Gao E | 200       | Spagna Vanessa Léon María Quintanal Vanesa Majuelo | 200       |

#### Doubletrap
| Evento      | Oro                                     | Oro       | Argento                                          | Argento   | Bronzo                                               | Bronzo    |
| Evento      | Atleta                                  | Risultato | Atleta                                           | Risultato | Atleta                                               | Risultato |
| Individuale | María Quintanal                         | 139+2     | Chen Fang                                        | 139+1+12  | Wang Jinglin                                         | 139+1+11  |
| A squadre   | Cina Chen Fang Li Qingnian Wang Jinglin | 320       | Stati Uniti Joetta Dement Kim Rhode Kyndra Hogan | 296       | Russia Elena Rabaia Elena Dudnik Lioudmila Khokhlova | 295       |

#### Skeet
| Evento      | Oro                                                 | Oro       | Argento                                                  | Argento   | Bronzo                                                | Bronzo    |
| Evento      | Atleta                                              | Risultato | Atleta                                                   | Risultato | Atleta                                                | Risultato |
| Individuale | Wei Ning                                            | 95+4      | Katiuscia Spada                                          | 95+3      | Diána Igaly                                           | 94        |
| A squadre   | Stati Uniti Connie Smotek Brandie Neal Shari Legate | 207       | Russia Erdzhanik Avetisian Svetlana Demina Olga Panarina | 203       | Italia Chiara Cainero Katiuscia Spada Cristina Vitali | 202       |

## Risultati juniores

### Uomini

#### Fossa olimpica
| Evento      | Oro                                                    | Oro       | Argento                                                | Argento   | Bronzo                                                   | Bronzo    |
| Evento      | Atleta                                                 | Risultato | Atleta                                                 | Risultato | Atleta                                                   | Risultato |
| Individuale | Erminio Frasca                                         | 121       | João Azevedo                                           | 118       | Carl Exton                                               | 118       |
| A squadre   | Italia Erminio Frasca Alessandro Belli Stefano Mariani | 351       | Gran Bretagna Carl Exton Adam Gutteridge Aaron Heading | 343       | Stati Uniti Sheldon Benge Matthew Wallace Wayne Romanski | 341       |

#### Doubletrap
| Evento      | Oro                                                  | Oro       | Argento                                           | Argento   | Bronzo                                              | Bronzo    |
| Evento      | Atleta                                               | Risultato | Atleta                                            | Risultato | Atleta                                              | Risultato |
| Individuale | Steven Scott                                         | 137       | Byron Swanton                                     | 135       | Adam Curtis                                         | 132       |
| A squadre   | Gran Bretagna Steven Scott Stevan Walton Tom Gridley | 380       | Italia Stefano Ales Simone Camerini Rosario Conti | 370       | Stati Uniti Adam Curtis Joshua Richmond Daniel Rich | 363       |

#### Skeet
| Evento      | Oro                                                    | Oro       | Argento                                                   | Argento   | Bronzo                                        | Bronzo    |
| Evento      | Atleta                                                 | Risultato | Atleta                                                    | Risultato | Atleta                                        | Risultato |
| Individuale | Anthony Terras                                         | 121       | Valerio Andreoni                                          | 121       | Mark Kometer                                  | 118       |
| A squadre   | Stati Uniti Adam Knecht Brazos Lackey Nicolo Tarantini | 346       | Italia Valerio Andreoni Valerio Luchini Cristian Eleuteri | 340       | Rep. Ceca Ales Hutar Jan Kravec Radek Matusla | 339       |

### Donne

#### Fossa olimpica
| Evento      | Oro                                                 | Oro       | Argento                                                          | Argento   | Bronzo                                           | Bronzo    |
| Evento      | Atleta                                              | Risultato | Atleta                                                           | Risultato | Atleta                                           | Risultato |
| Individuale | Amanda Dorman                                       | 68        | Simone Tigani                                                    | 66        | Tatiana Barsuk                                   | 64        |
| A squadre   | Stati Uniti Amanda Dorman Mimi Wilfong Alisa Hilker | 187       | Russia Tatiana Barsuk Aleksadria Steshenko Natalia Zviaguintseva | 177       | Germania Tina Schulz Janine Wolter Jana Beckmann | 172       |

#### Doubletrap
| Evento      | Oro        | Oro       | Argento      | Argento   | Bronzo             | Bronzo    |
| Evento      | Atleta     | Risultato | Atleta       | Risultato | Atleta             | Risultato |
| Individuale | Dai Qi Wen | 103       | Liu Zhongyan | 98        | Ekaterina Avdonina | 99        |

#### Skeet
| Evento      | Oro                                              | Oro       | Argento                                                    | Argento   | Bronzo                                                        | Bronzo    |
| Evento      | Atleta                                           | Risultato | Atleta                                                     | Risultato | Atleta                                                        | Risultato |
| Individuale | Leigh Crozier                                    | 71        | Haley Dunn                                                 | 68        | Danka Barteková                                               | 66        |
| A squadre   | Stati Uniti Leigh Crozier Haley Dunn Nivea Jones | 199       | Slovacchia Danka Barteková Lenka Bartekova Lubica Bilikova | 187       | Russia Yulia Nefedova Nadia Konovalova Anastassia Krakhmaleva | 185       |

## Medagliere
Nazione ospitante
| Posiz. | Nazione     | Oro | Argento | Bronzo | Totale |
| ------ | ----------- | --- | ------- | ------ | ------ |
| 1      | Stati Uniti | 3   | 2       | 0      | 5      |
| 2      | Cina        | 2   | 3       | 2      | 7      |
| 3      | Italia      | 1   | 4       | 3      | 8      |
| 4      | Russia      | 1   | 1       | 2      | 4      |
| 5      | Spagna      | 1   | 0       | 1      | 2      |
| 6      | Germania    | 1   | 0       | 0      | 1      |
| 6      | Cipro       | 1   | 0       | 0      | 1      |
| 6      | Polonia     | 1   | 0       | 0      | 1      |
| 6      | Ucraina     | 1   | 0       | 0      | 1      |
| 10     | Australia   | 0   | 2       | 0      | 2      |
| 11     | Slovacchia  | 0   | 0       | 2      | 2      |
| 12     | Ungheria    | 0   | 0       | 1      | 1      |
| 12     | India       | 0   | 0       | 1      | 1      |

## Medagliere juniores
Nazione ospitante
| Posiz. | Nazione       | Oro | Argento | Bronzo | Totale |
| ------ | ------------- | --- | ------- | ------ | ------ |
| 1      | Stati Uniti   | 5   | 1       | 3      | 9      |
| 2      | Italia        | 2   | 3       | 0      | 5      |
| 3      | Gran Bretagna | 2   | 1       | 1      | 4      |
| 4      | Cina          | 1   | 1       | 0      | 2      |
| 5      | Francia       | 1   | 0       | 0      | 1      |
| 6      | Russia        | 0   | 1       | 3      | 4      |
| 7      | Slovacchia    | 0   | 1       | 1      | 2      |
| 8      | Portogallo    | 0   | 1       | 0      | 1      |
| 8      | Sudafrica     | 0   | 1       | 0      | 1      |
| 8      | Australia     | 0   | 1       | 0      | 1      |
| 11     | Germania      | 0   | 0       | 2      | 2      |
| 12     | Rep. Ceca     | 0   | 0       | 1      | 1      |